# Cimetière du Nord (Périgueux)
Pour les articles homonymes, voir cimetière du Nord.
Le cimetière du Nord est l'un des quatre cimetières municipaux de la ville de Périgueux, en Dordogne.

## Situation
Le cimetière du Nord est situé dans le nord-est de la commune de Périgueux, au 101 avenue Georges-Pompidou (anciennement route de Paris), en limite des communes de Champcevinel et Trélissac. De forme approximativement trapézoïdale, il s'étend sur plus de sept hectares.

## Histoire et description
En 1858, la ville de Périgueux décide de créer un nouveau cimetière pour la paroisse Saint-Front. En 1868, une ordonnance autorise sa création  dans le quartier des Romains pour les paroisses de la Cité, Saint-Front et Saint-Martin.
Ouvert le 1er janvier 1870, ce cimetière a la particularité d'être en pente avec des allées sinueuses. On y accède en haut par un grand bâtiment d'entrée. Peu de tombes présentent un intérêt artistique, hormis la partie haute près de l'entrée avec des chapelles familiales ouvragées (comme la chapelle Magne et la chapelle Delsuc avec d'étonnantes gargouilles) près de l'entrée et quelques tombes anciennes çà et là. Le cimetière n'est ni arboré ni végétalisé. Il possède un carré militaire.

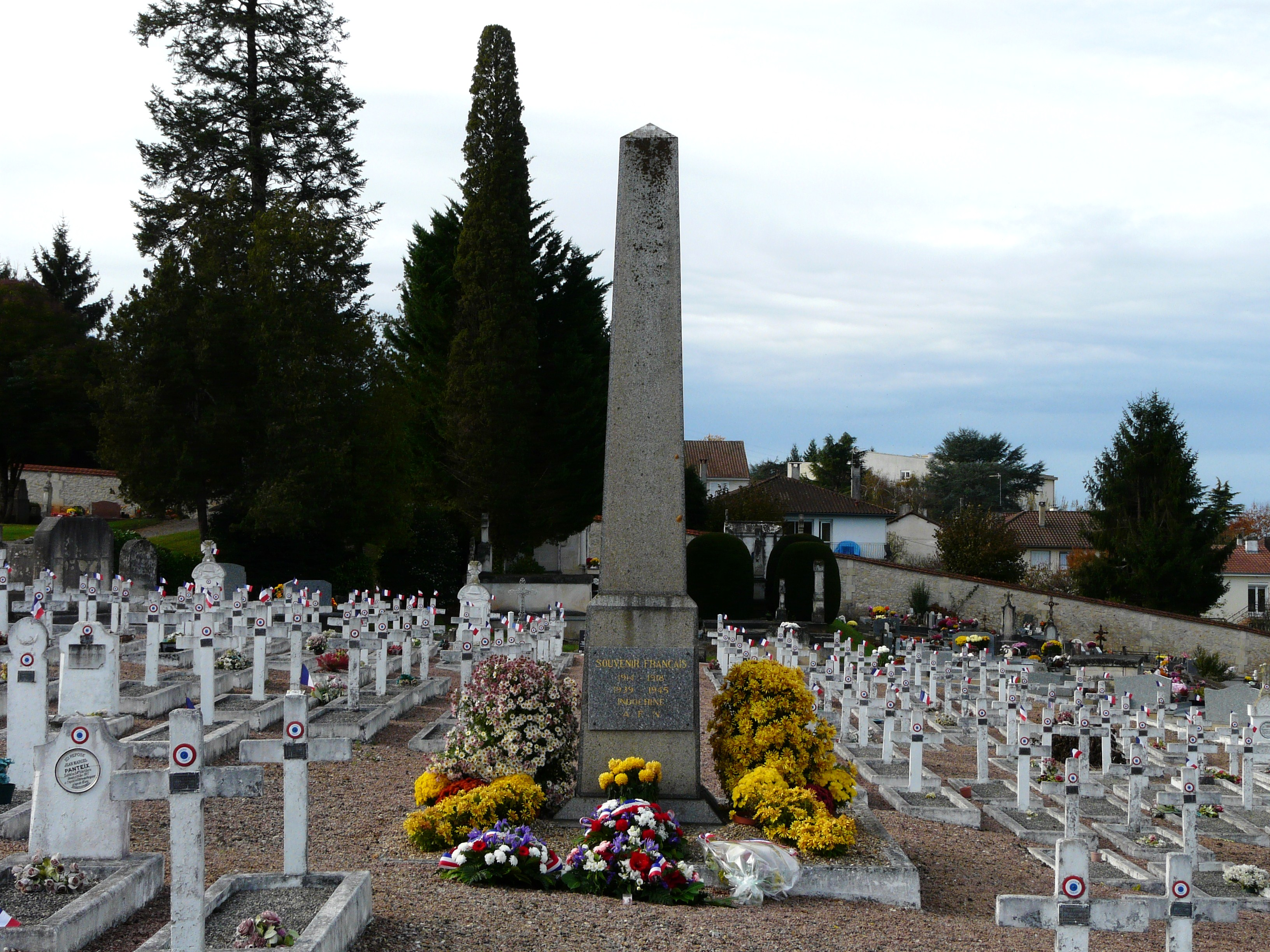
Carré militaire avec l'obélisque de la guerre de 1914-1918.

## Personnalités inhumées
- Pierre Fanlac (né Beaucornu, 1918-1991), éditeur.
- Pierre-Paul Grassé (1895-1985), zoologiste, membre de l'Académie des sciences.
- Fernand Lacorre (1881-1967), paléontologue.
- Pierre Magne (1806-1879), député orléaniste, ministre, sénateur, et son petit-fils Napoléon Magne (1865-1933), député (chapelle).
- Louis Mie (1831-1877), avocat, journaliste, député républicain et anticlérical (obélisque et médaillon d'Adolphe Rivet).
- Sem (né Georges Coursat, 1863-1934), dessinateur et caricaturiste.
- Albert Stocker (1909-1987), philanthrope néerlandais.

## Galerie de photos

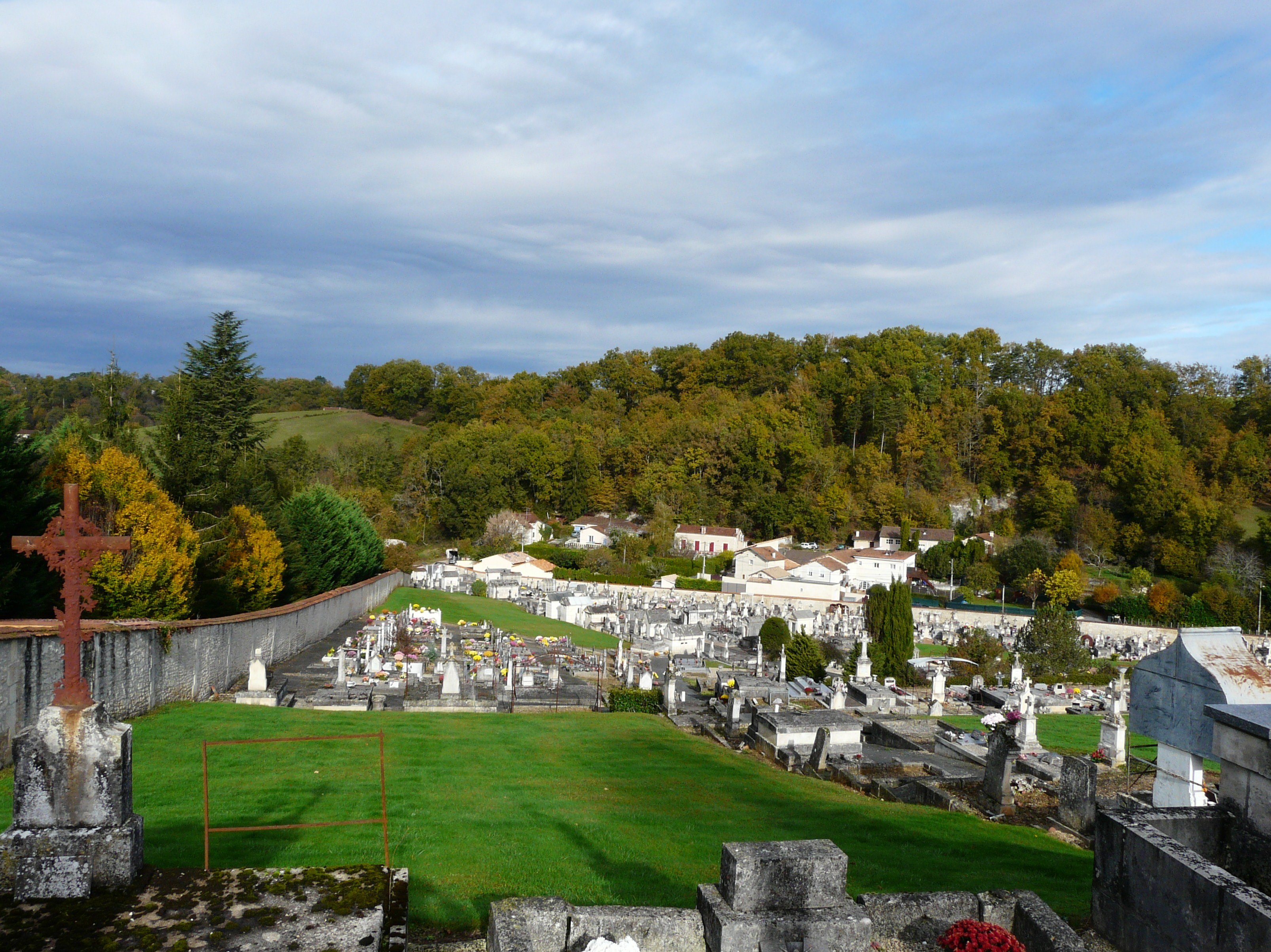
La partie basse du cimetière.
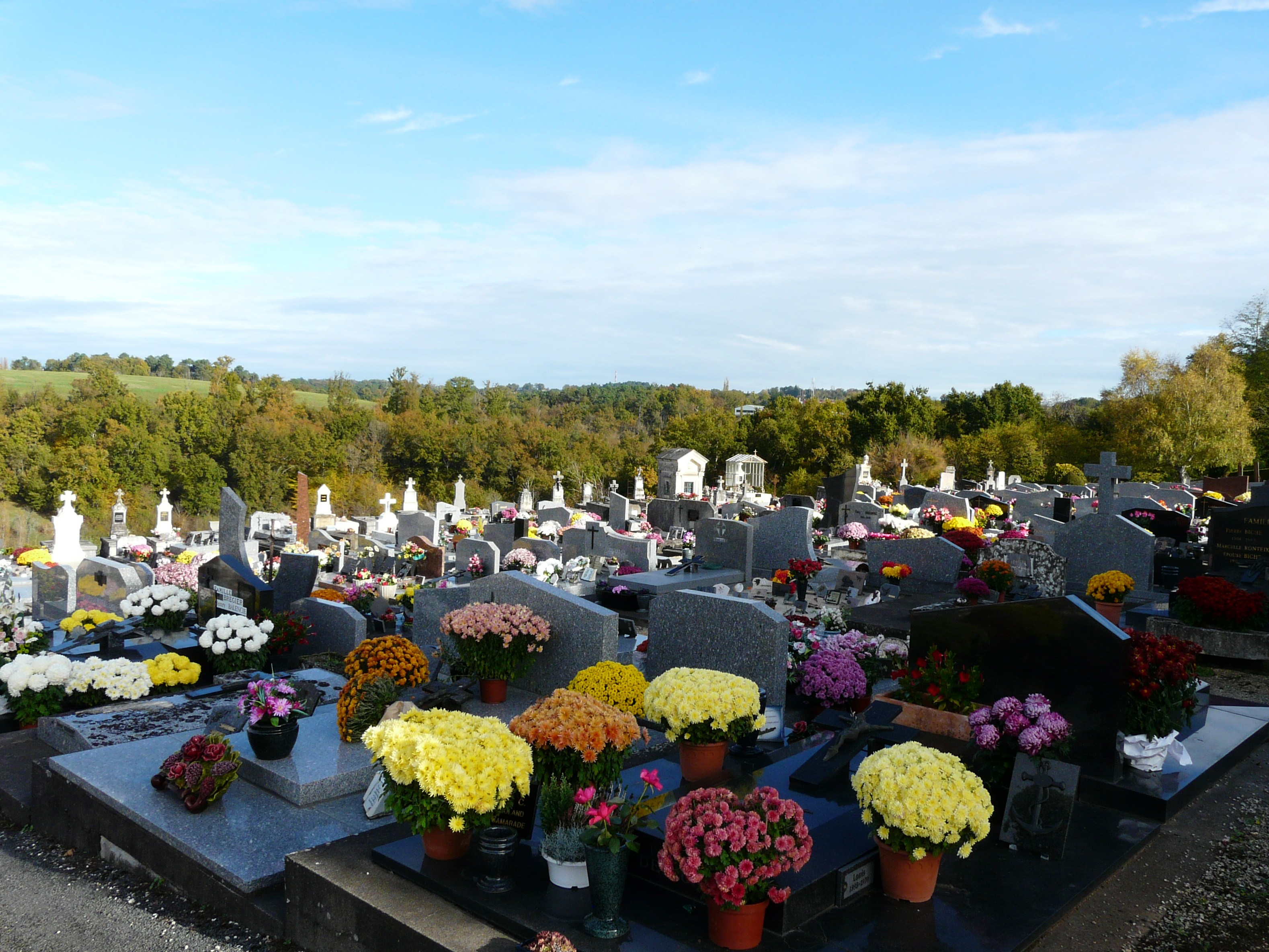
Le cimetière fleuri, après la Toussaint.
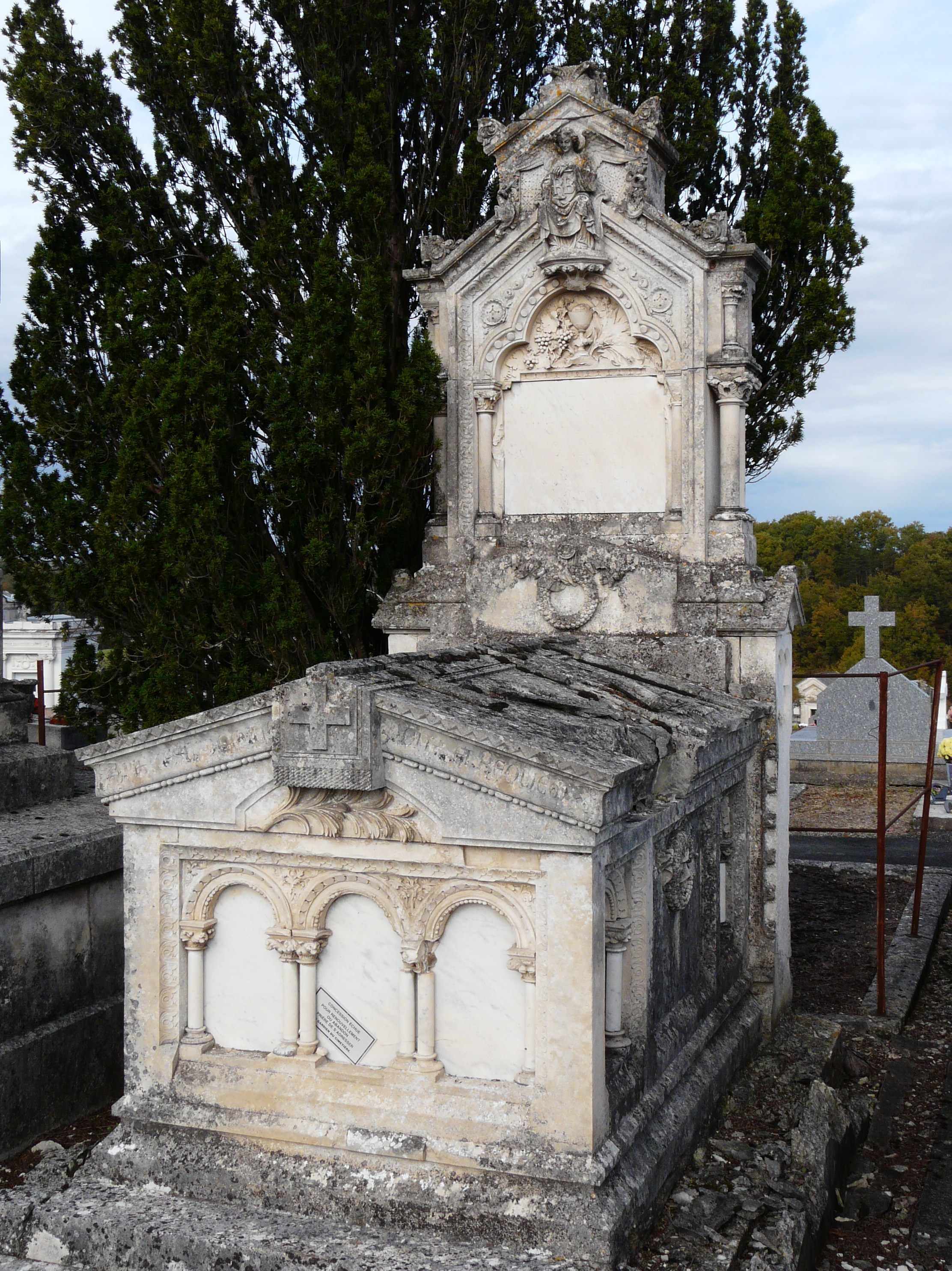
Tombe ouvragée avec un ange (concession échue).
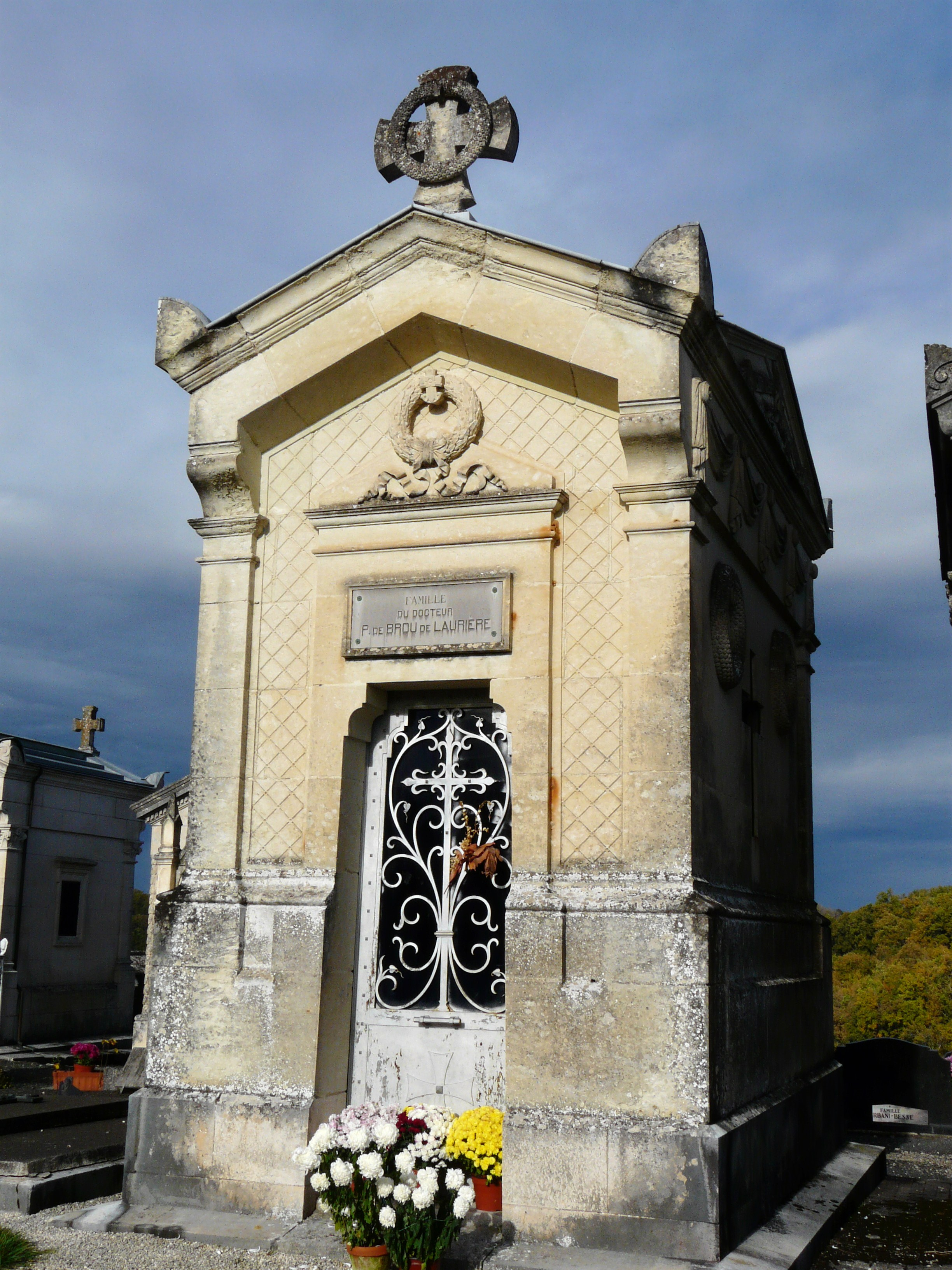
Chapelle du Dr P. de Brou de Laurière.
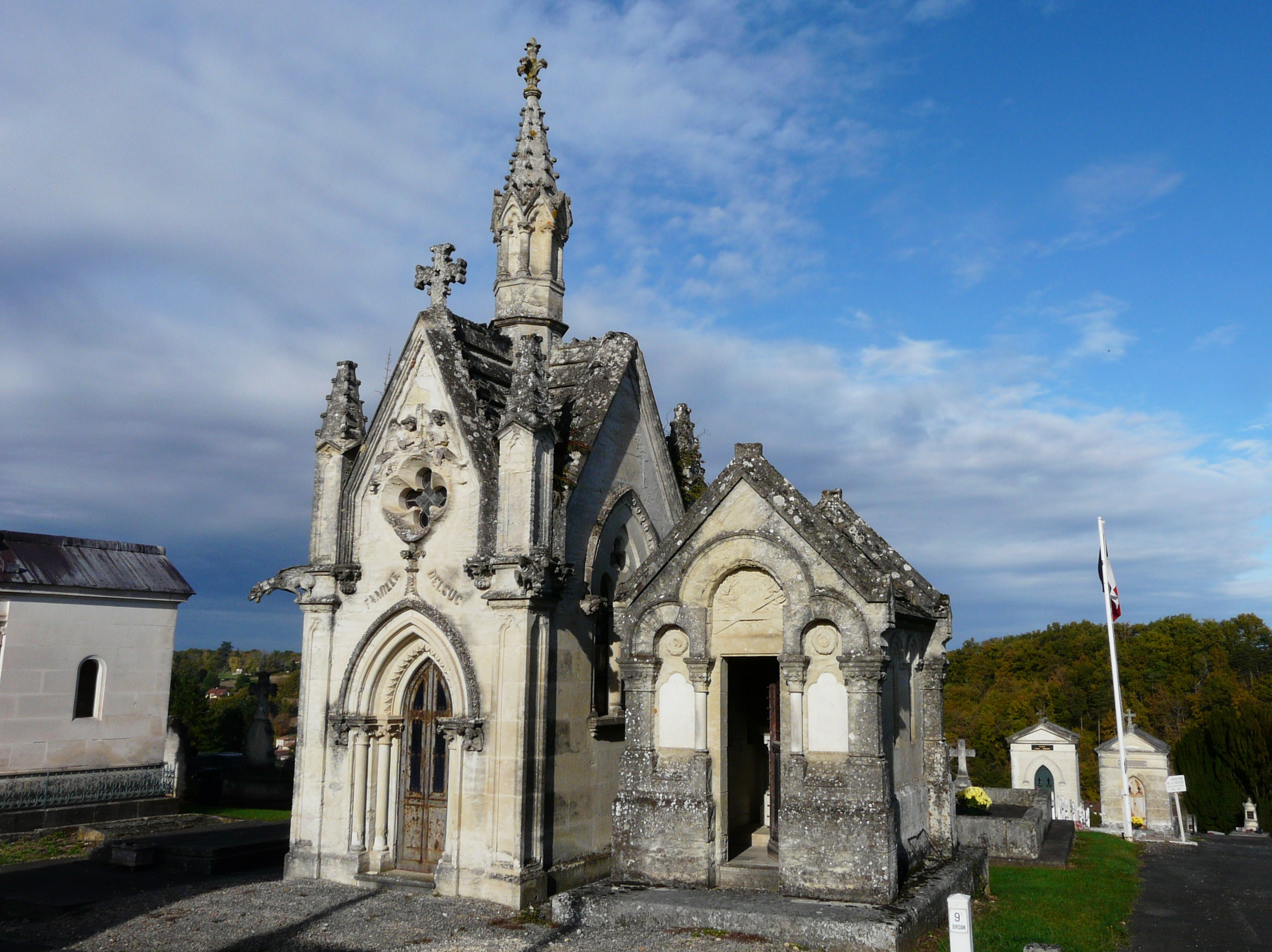
Chapelle néogothique Delsuc à gauche et chapelle néo-romane à droite.
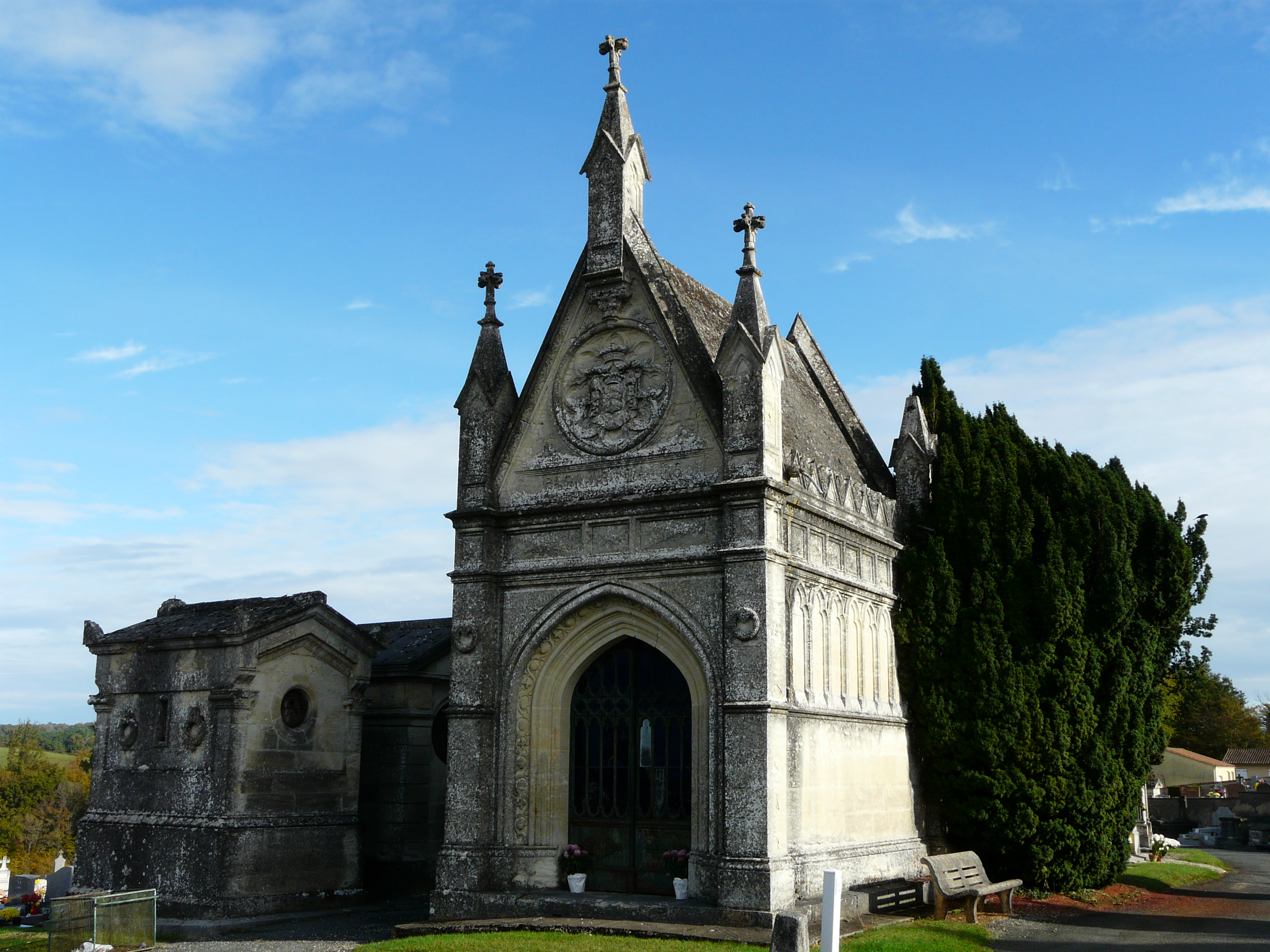
Chapelle Magne.
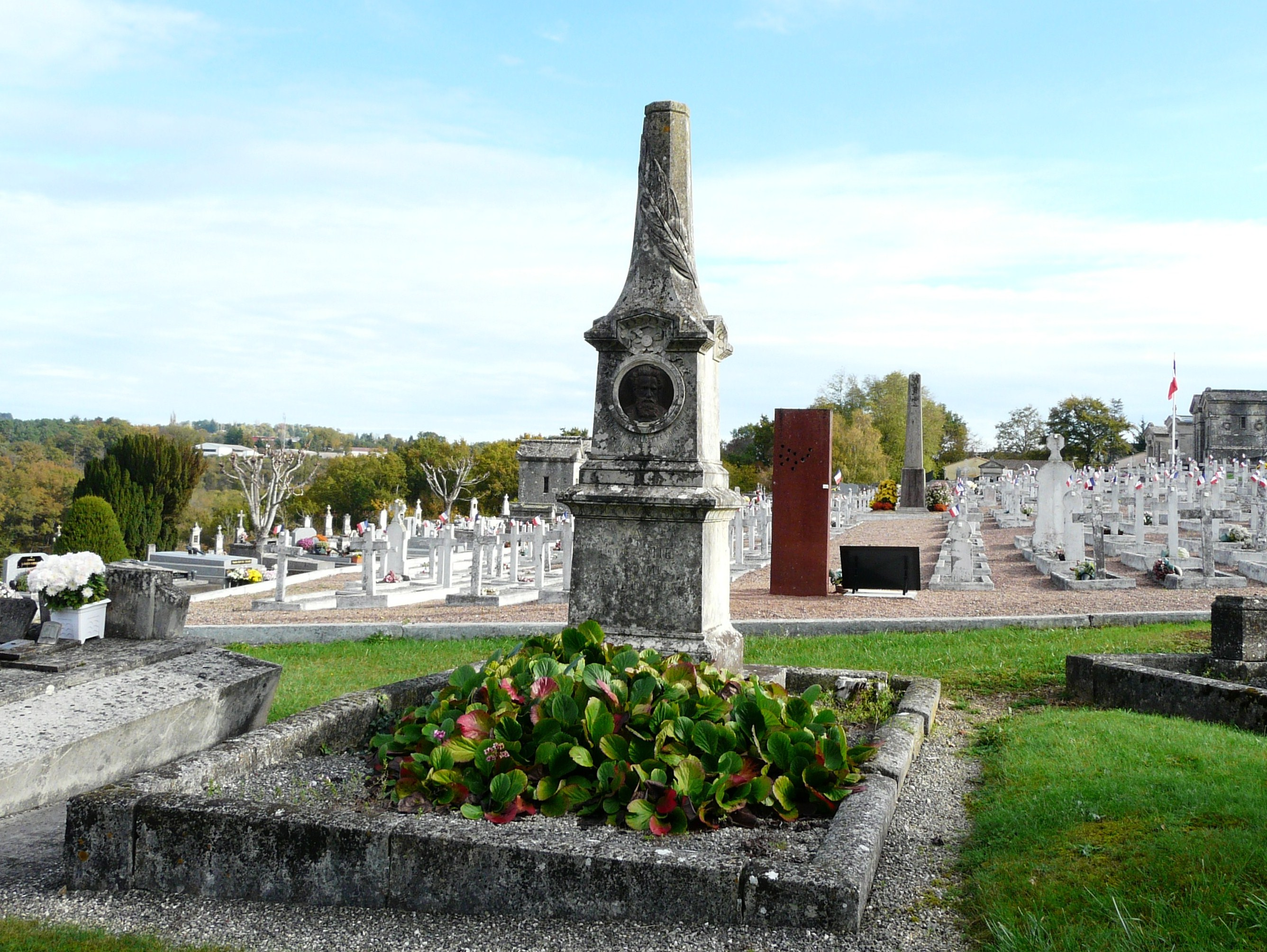
Sépulture de Louis Mie.
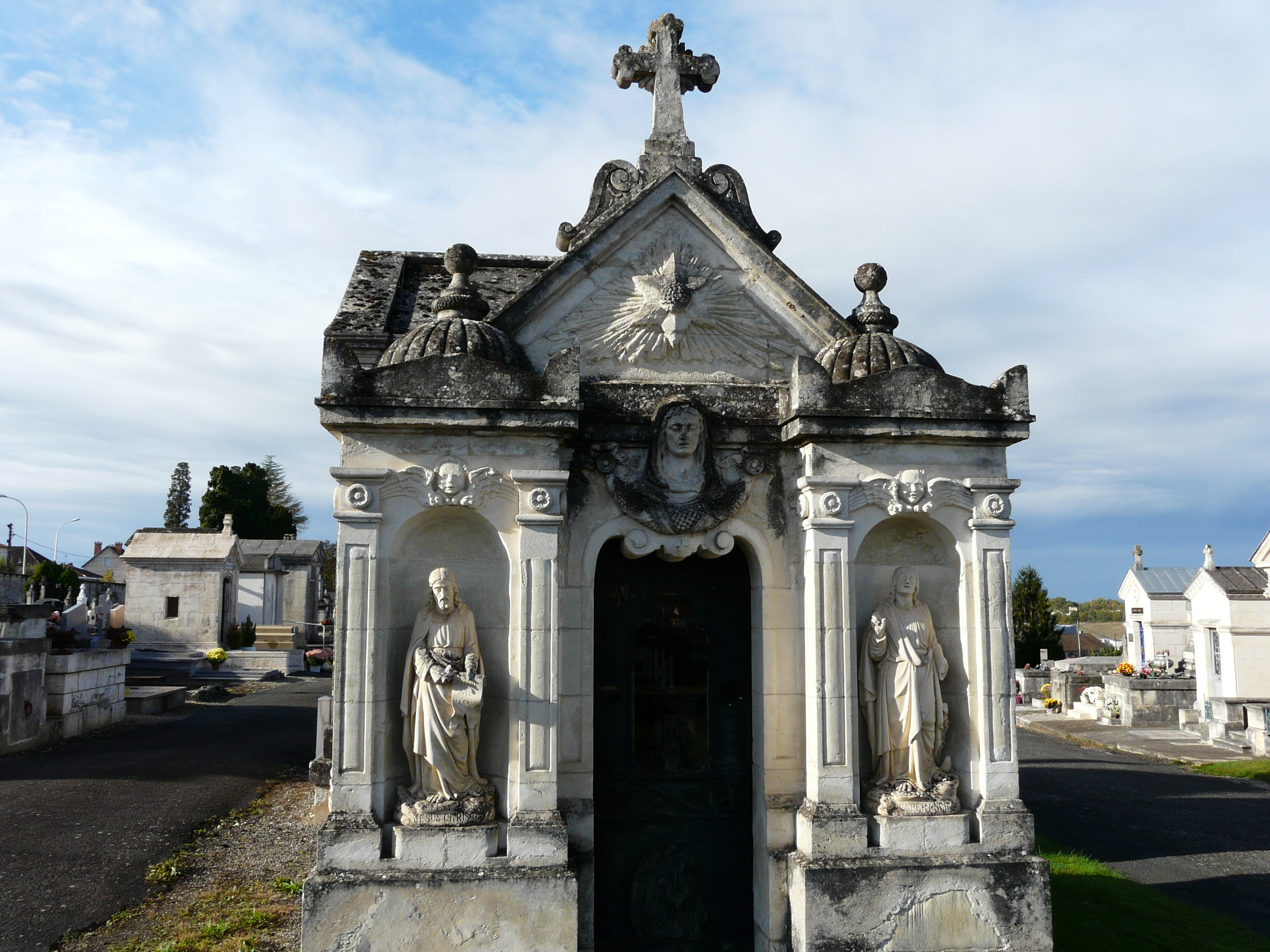
Chapelle Séguy-Rouchard.